# Henry Dudeney

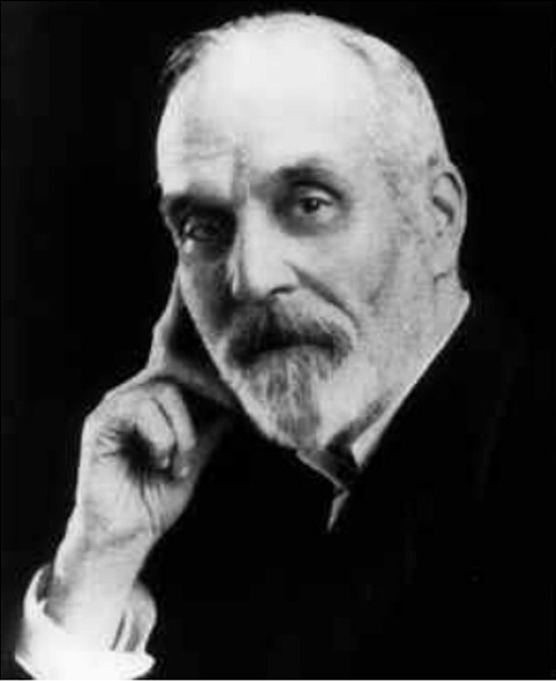
Henry Ernest Dudeney

Henry Ernest Dudeney (Mayfield, 10 april 1857 - Lewes, 24 april 1930) was een Engels puzzelontwerper. Ook vandaag nog bevatten sommige puzzelboeken wiskundige problemen die hun oorsprong vinden in Dudeney's productieve verbeelding.
Dudeney was zestien jaar jonger dan de Amerikaanse puzzelontwerper Sam Loyd. In de jaren 1890, werkten ze samen op een reeks puzzelartikelen voor het tijdschrift Tit-Bits en later hebben ze puzzels geruild voor hun tijdschrift- en krantenkolommen. Dit verklaart misschien waarom er zo veel verdubbeling in het gepubliceerde werk van Loyd en Dudeney voorkomt. Van de twee, was Dudeney waarschijnlijk beter in de wiskunde. Met zijn speelgoed en reclame-cadeautjes, wist Loyd de aandacht van het publiek te trekken. Het werk van Dudeney was wiskundig meer geraffineerd. Net als Loyd, vond hij het leuk om zijn problemen met amusante anekdotes te versieren.

## Puzzel- en schaakproblemen
Ondanks het feit dat de naam Dudeney in de wiskundige vakwereld niet zo veel wordt genoemd, behoren de publicaties van Dudeney misschien wel tot de meest gelezen wiskundige werken. Vooral bij wiskundigen die ook spelletjesfanaat zijn, is Dudeney een bekende naam.
Dudeney was een talentvolle autodidact op het gebied van wiskunde en andere exacte vakken. Hij hield zich al op zeer jonge leeftijd bezig met het schaakspel, wiskunde en astronomie. Voornamelijk ingewikkelde schaakproblemen hadden zijn interesse. Al op 9-jarige leeftijd publiceerde hij nieuwe schaakproblemen en wiskundige puzzels in een lokale krant. Toen hij 13 was begon Dudeney als klerk te werken in de Civil Service. In zijn vrije tijd bestudeerde hij wiskundige werken en theoretische uiteenzettingen over het schaakspel. Hij was in 1918 een van de oprichters en de eerste voorzitter van de British Chess Problem Society.
Dudeney publiceerde gedurende meer dan 30 jaar bijna wekelijks nieuwe mathematische puzzels in diverse kranten en tijdschriften. Zijn boeken, collecties van wiskundig georiënteerde puzzels, waren in zijn tijd zeer populair. Van Dudeney zijn The Canterbury Puzzles uit 1907 en Amusements in Mathematics uit 1917 nog steeds als herdruk verkrijgbaar.

## The Canterbury Puzzles
The Canterbury Puzzles zijn genoemd naar The Canterbury Tales, een laatmiddeleeuws boek van de Engelse auteur Geoffrey Chaucer (1342-1400).
Op een dag huurt de schrijver een kamer in The Tabard, een herberg in Southwark, een plaats die tegenwoordig tot Londen ten zuiden van de Theems behoort. De herberg was een verzamelplaats van pelgrims, die op weg waren naar het graf van de heilige Thomas à Becket in Canterbury. In de Tales beschrijft de auteur uitvoerig de persoonlijkheid en het beroep van zijn 29 reisgenoten en tevens dat van de herbergier, Harry Bailey. De herbergier stelt voor dat iedere pelgrim tijdens de tocht een aantal verhalen zou vertellen, twee op de heenweg en twee op de terugweg, om zo de moeizame tocht naar Canterbury wat aangenamer te maken. Eén van de pelgrims is een haberdasher, een handelaar in fournituren, zoals garen, naalden, knopen, band, e.d. En vermoedelijk knippatronen voor kleding, wat in verband met het volgende niet zonder belang is. Deze haberdasher die steeds stil en verstrooid achteraan de groep loopt, is een van de personen die echter geen verhaal vertelt in de Tales, omdat Chaucer het werk niet heeft voltooid.

## Het haberdasher’s problem
Wellicht het beroemdste probleem dat Dudeney behandeld heeft, is het haberdasher’s problem.
In The Canterbury Puzzles van Dudeney treden de 30 pelgrims en de herbergier uit het boek van Chaucer nog een keer op, maar nu om elkaar mathematische puzzels en problemen voor te leggen. Het beroemdste probleem van de Canterbury Puzzles is het zesentwintigste, en dat wordt nu juist voorgelegd door de verstrooide haberdasher, die in het boek van Chaucer niet aan het woord komt. De Haberdasher’s Puzzle, voor het eerst gepubliceerd in 1902, is de vraag hoe een gelijkzijdige driehoek in vier delen kan worden verdeeld, zodanig dat de delen een vierkant met dezelfde oppervlakte vormen.

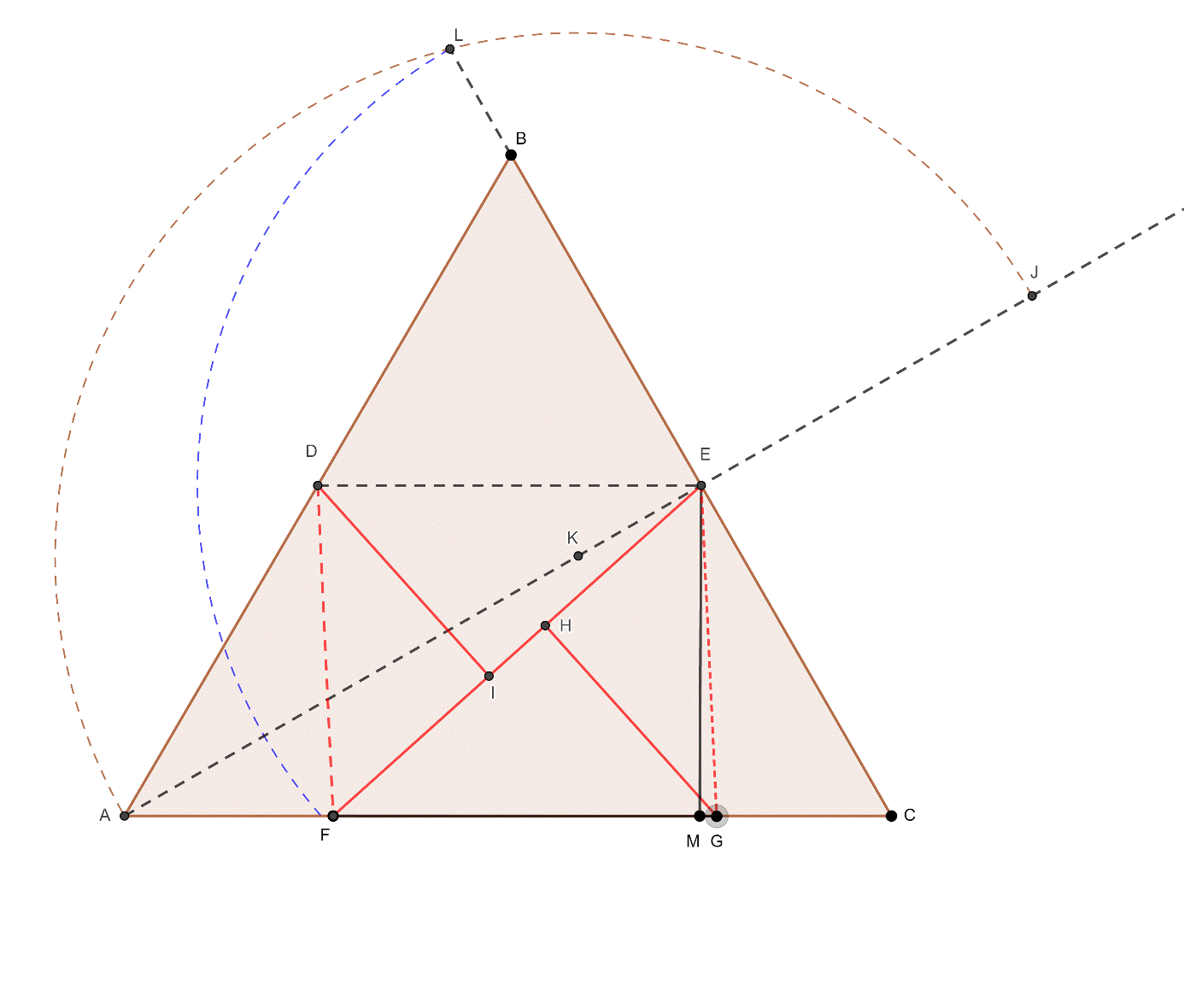

## Dissectie van Dudeney-McElroy
Dudeney publiceerde het probleem voor het eerst in de puzzelrubriek van de Weekly Dispatch op 6 april 1902. Twee weken later merkte hij op, dat veel lezers een oplossing hadden gevonden met vijf stukken. Dudeney ontving in een brief de enige correcte oplossing met vier stukken van de heer C.W. McElroy uit Manchester, maar kennelijk werd de oplossing niet gepubliceerd, want op 1 en 8 februari 1905 werd het probleem nog een keer uitvoerig in de Daily Mail besproken. Dudeney ontving honderden foutieve oplossingen: geen van de lezers bleek in staat het probleem op te lossen. Zie de Canterbury Puzzles, blz. 179 - 180.
In de Canterbury Puzzles (1907) is Dudeney overigens niet heel duidelijk of hij de oplossing van de puzzel zelf al wist voordat McElroy de goede oplossing had gevonden. Het is wellicht het meest eerlijk om de oplossing naar beiden te noemen, vooral ook omdat Dudeney de naam McElroy zo nadrukkelijk noemt.
Dudeney construeerde een model met drie scharnieren, waarmee hij liet zien dat in één vloeiende beweging het vierkant kan worden getransformeerd in de gelijkzijdige driehoek en omgekeerd. Daarom wordt het zesentwintigste probleem uit de Canterbury Puzzles ook wel de scharnierpuzzel van Dudeney genoemd. Eén en ander trok zodanig de aandacht van de wetenschappelijke wereld, dat Dudeney op 17 mei 1905 door de Royal Society werd uitgenodigd een lezing te geven over de Haberdasher’s Puzzle. Voor een verbaasde vergadering van vooraanstaande geleerden demonstreerde Dudeney zijn oplossing van de puzzel en tevens het scharnierende model.
Op het internet zijn vele applets te vinden, waarmee de scharnierende transformatie van driehoek naar vierkant en omgekeerd in bewegend beeld wordt gedemonstreerd.

## Wiskunde van de dissectie
De bedoeling is om met uitsluitend passer en lat (liniaal zonder schaalverdeling) een gelijkzijdige driehoek, waarvan de oppervlakte verdeeld is in vier delen, zodanig te transformeren dat een vierkant ontstaat met dezelfde oppervlakte en met dezelfde vier delen. Dat blijkt geen triviale constructie te zijn.
Om de constructie beter te kunnen doorzien zijn de punten F en G in bovenstaande figuur met opzet extra opgeschoven naar rechts zodat je goed kunt zien dat ze niet recht onder de middelpunten D en E van de opstaande zijden liggen.
We veronderstellen dat {\displaystyle {\text{ }}\!\!\Delta \!\!{\text{ ABC}}} een gelijkzijdige driehoek is met zijden 1.
Dat betekent dat het vierkant zijden {\displaystyle {\text{z = }}{\frac {1}{2}}{\sqrt[{4}]{3}}} moet hebben.

Het eerste deelprobleem dat moet worden opgelost is het construeren van deze waarde.
AE is een hoogtelijn met lengte {\displaystyle {\text{AE = }}{\frac {1}{2}}{\sqrt {3}}}.
De hoogtelijn verlengen we met ½ tot punt J. Dat is een passer-lat-bewerking omdat EJ = EB.
Dus {\displaystyle {\text{AJ = AE+}}{\frac {1}{2}}={\frac {1}{2}}\left({\sqrt {3}}+1\right)}.
K is het midden van AJ: {\displaystyle {\text{AK=}}{\frac {1}{4}}\left({\sqrt {3}}+1\right)} en {\displaystyle {\text{KE = AE - AK = }}{\frac {1}{4}}\left({\sqrt {3}}-1\right)}

We tekenen een cirkel met middelpunt K door A: {\displaystyle {\text{KL = AK = }}{\frac {1}{4}}\left({\sqrt {3}}+1\right)}
McElroy doorzag: {\displaystyle {\text{E}}{{\text{L}}^{\text{2}}}={\text{ }}{{\left[{\frac {1}{4}}\left({\sqrt {3}}+1\right)\right]}^{2}}-{{\left[{\frac {1}{4}}\left({\sqrt {3}}-1\right)\right]}^{2}}={\frac {1}{4}}{\sqrt {3}}\to {\text{EL = }}{\frac {1}{2}}{\sqrt[{4}]{3}}}

Het tweede deelprobleem is het vinden van de vier delen van de driehoek.
We tekenen nu een cirkel met middelpunt E en straal EL en vinden {\displaystyle {\text{EF = }}{\frac {1}{2}}{\sqrt[{4}]{3}}{\text{ (cirkelboog)}}}
Omdat we een parallellogram FDEG wensen te hebben kiezen we {\displaystyle {\text{FG = }}{\frac {1}{2}}}
In de rechthoekige driehoek {\displaystyle \Delta {\text{FME}}} geldt:
{\displaystyle {\text{EF = }}{\frac {1}{2}}{\sqrt[{4}]{3}}{\text{; ME = }}{\frac {1}{4}}{\sqrt {3}}\to {\text{FM = }}{\frac {1}{4}}{\sqrt {4{\sqrt {3}}-3}}}
Waaruit volgt: {\displaystyle {\text{AF = }}{\frac {3}{4}}-{\frac {1}{4}}{\sqrt {4{\sqrt {3}}-3}}\approx 0,2545}
En dus {\displaystyle {\text{AG}}\approx {\text{0}}{\text{,7545}}}
We hebben nu twee gelijkvormige driehoeken: {\displaystyle {\text{ }}\!\!\Delta \!\!{\text{ FHG}}\simeq {\text{ }}\!\!\Delta \!\!{\text{ FME}}}
Daaruit leiden we af: {\displaystyle {\frac {\text{GH}}{{\frac {1}{4}}{\sqrt {3}}}}={\frac {\frac {1}{2}}{{\frac {1}{2}}{\sqrt[{4}]{3}}}}\to {\text{GH = }}{\frac {1}{4}}{\sqrt[{4}]{3}}}
We hebben ook twee congruente driehoeken: {\displaystyle \Delta {\text{EID}}\cong \Delta {\text{FHG}}}
Immers: {\displaystyle \measuredangle {\text{E = }}\measuredangle {\text{F}}}; {\displaystyle \measuredangle {\text{I = }}\measuredangle {\text{H = 9}}{{\text{0}}^{\circ }}}en {\displaystyle {\text{ED = FG = }}{\frac {1}{2}}}
We hebben uiteindelijk gevonden {\displaystyle {\text{DI = }}{\frac {1}{4}}{\sqrt[{4}]{3}}} en {\displaystyle {\text{GH + DI = }}{\frac {1}{2}}{\sqrt[{4}]{3}}}
De gelijkzijdige driehoek is opgedeeld in vier delen: AFID, FGH, GCEH en IEBD.
Met deze delen kan een vierkant worden geconstrueerd met dezelfde oppervlakte en dezelfde delen als de driehoek.

## Discussie
Dudeney vermeldt in zijn boek dat het honderden inzenders niet was gelukt om een goede oplossing van het haberdasher's probleem te vinden. Zelfs als je weet hoe de constructie in elkaar zit, kost het de nodige tijd het bewijs te doorgronden, wat wel laat zien hoe knap de oplossing van McElroy is. En des te verbazingwekkender is zijn prestatie als je je realiseert dat hij de constructie nog niet kende en hem ook nog zelf moest bedenken. Het is beslist geen schande dat Dudeney misschien zelf ook niet de oplossing heeft geweten voordat McElroy de zijne inzondt.
Opmerkelijk is dat Dudeney het bewijs van de correctheid van de constructie niet publiceert in The Canterbury Puzzles, terwijl hij geweten moet hebben hoe lastig dat is te leveren. In de tijd van Dudeney waren zijn Engelse lezers doorkneed met de klassieke Euclidische meetkunde (zoals ook nog tot circa 1970 op middelbare scholen in Nederland werd onderwezen), vectormeetkunde was nog nagenoeg onbekend, dus vermoedelijk baseerden Dudeney en McElroy zich op dergelijke (en degelijke) wiskunde.
Op internet zijn veel oplossingen te vinden, sommigen met goniometrische formules en sommige met vectorrekening, wat wel heel erg voor de hand ligt, maar minder mooi is. Bovenstaand bewijs maakt alleen maar gebruik van klassieke, elementaire Euclidische meetkunde van het platte vlak. De constructie is een klassieke passer-liniaalconstructie die Euclides ongetwijfeld heel mooi zou hebben gevonden.
De esthetische schoonheid van de continue transformatie van driehoek naar vierkant en terug is het beste te zien in de talloze bewegende beelden die op internet te vinden zijn.
Een fraaie uitvoering is te vinden op de website www.grand-illusions.com, getoond op https://www.youtube.com/watch?v=OfHaSK1_J8c

## Werken
- The Canterbury Puzzles (1907)
- Amusements in Mathematics (1917)
- The World's Best Word Puzzles (1925)
- Modern Puzzles (1926)
- Puzzles and Curious Problems (1931, postuum)
- A Puzzle-Mine (ongedateerd, postuum)